# Anthony Clarvoe
Anthony Clarvoe est un dramaturge américain né en 1958.

Il a notamment écrit From the Living (Du Vivant) en 1993.